# S!sters
S!sters fue un dúo que representó a Alemania en el Festival de la Canción de Eurovisión 2019 en Tel Aviv con la canción "Sister" tras ganar la final nacional alemana Unser Lied für Israel. En febrero de 2020, anunciaron su separación tomando caminos separados.

## Miembros
- Laura Kästel (nacida el 29 de septiembre de 1992)
- Carlotta Truman (nacida el 19 de octubre de 1999)

## Discografía

### Sencillos
| Título   | Año  | Álbum |
| -------- | ---- | ----- |
| "Sister" | 2019 | —     |